# Фоллервік
Фоллервік (нім. Vollerwiek) — громада в Німеччині, розташована в землі Шлезвіг-Гольштейн. Входить до складу району Північна Фризія. Складова частина об'єднання громад Айдерштедт.
Площа — 4,62 км2. Населення становить 225 ос. (станом на 31 грудня 2020).